# 聖保羅地鐵15號線
聖保羅地鐵15號線（葡萄牙語：Linha 15–Prata）是聖保羅地鐵6條路線之一，也是聖保羅都會鐵路交通網絡13條路線之一。此線是南美洲第一條以大眾交通形式營運的單軌鐵路，也是世界上首個使用龐巴迪Innovia單軌列車300的系統。完工後將成為南北美洲最大和最高容量的單軌鐵路系統，也是世界第二大的系統，僅次於重慶單軌列車。首段路線在2014年8月30日啟用，起初只在週末的早上10時至下午3時營運。截至2016年10月26日，此線由凌晨4時40分開始運行至午夜12時。此線可在維拉·普魯登特站轉乘聖保羅地鐵2號線，未來還可以在伊皮朗加站轉乘聖保羅都市圈鐵路10號線。
此線是無人駕駛，全長7.6 km（4.7 mi），設有10個車站。完工後，此線將長約27（17英里），設18個車站。全線預計在2021年完工。

## 圖片

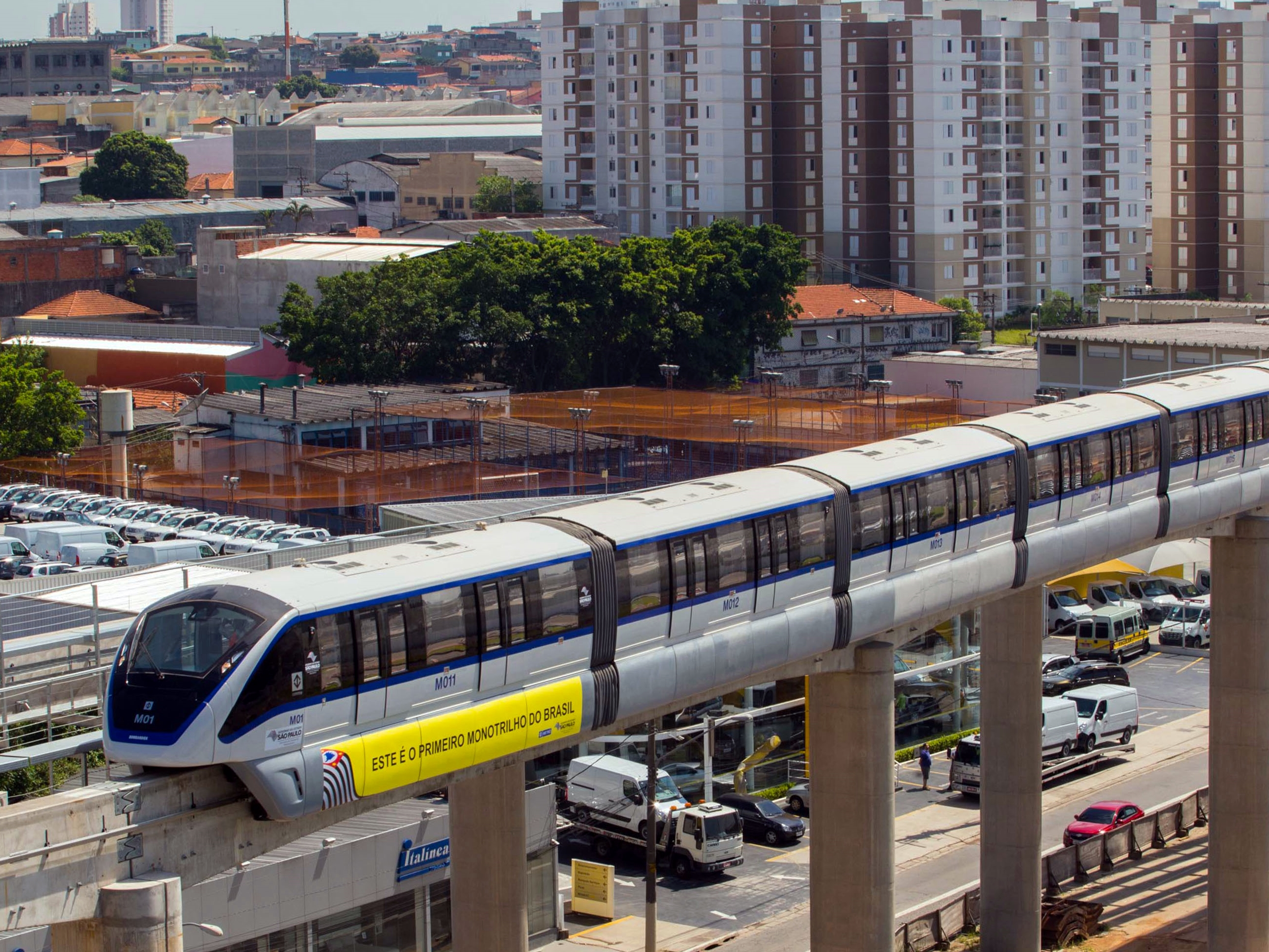
2014年1月測試中的首班列車
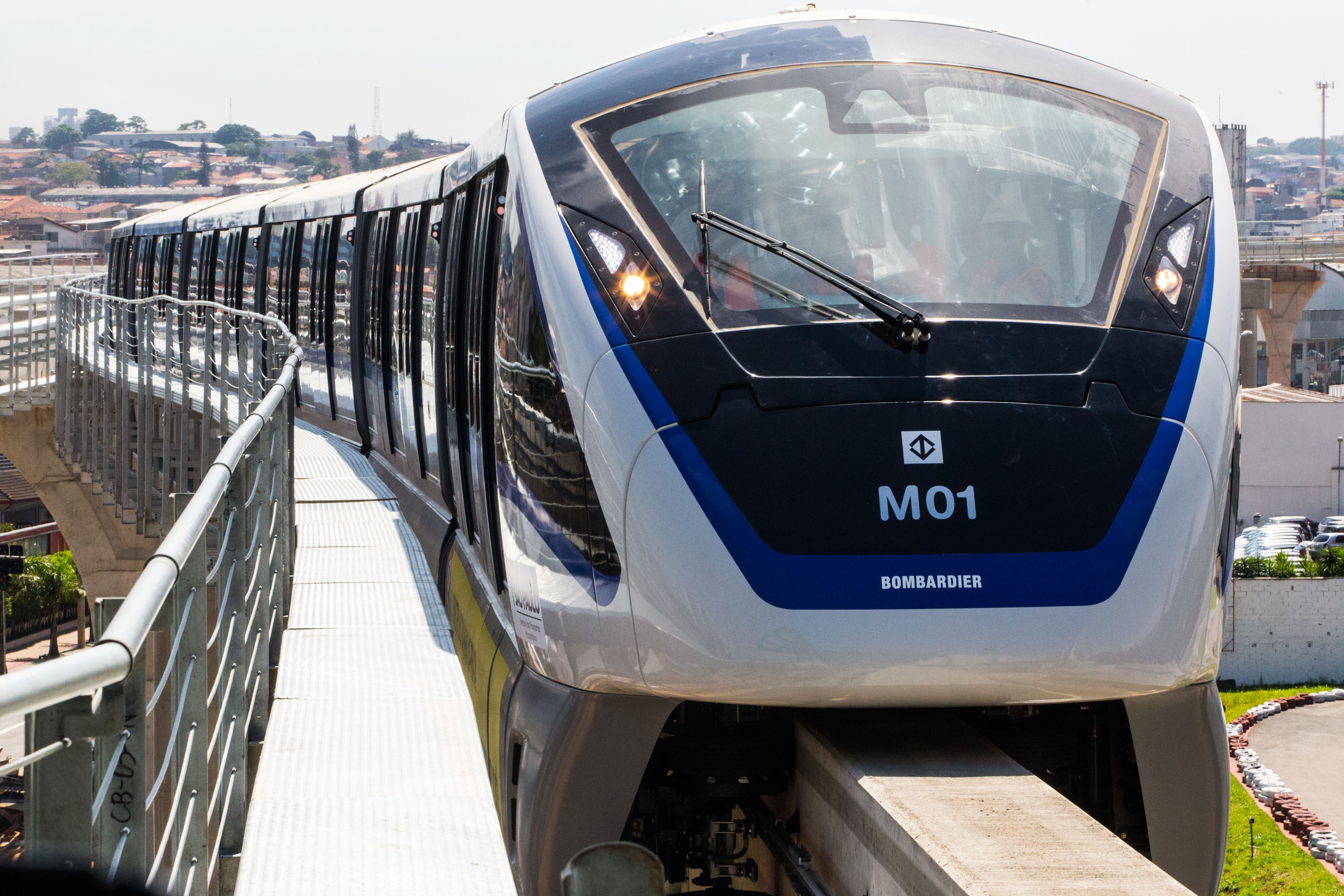
列車離開奧拉托利奧站
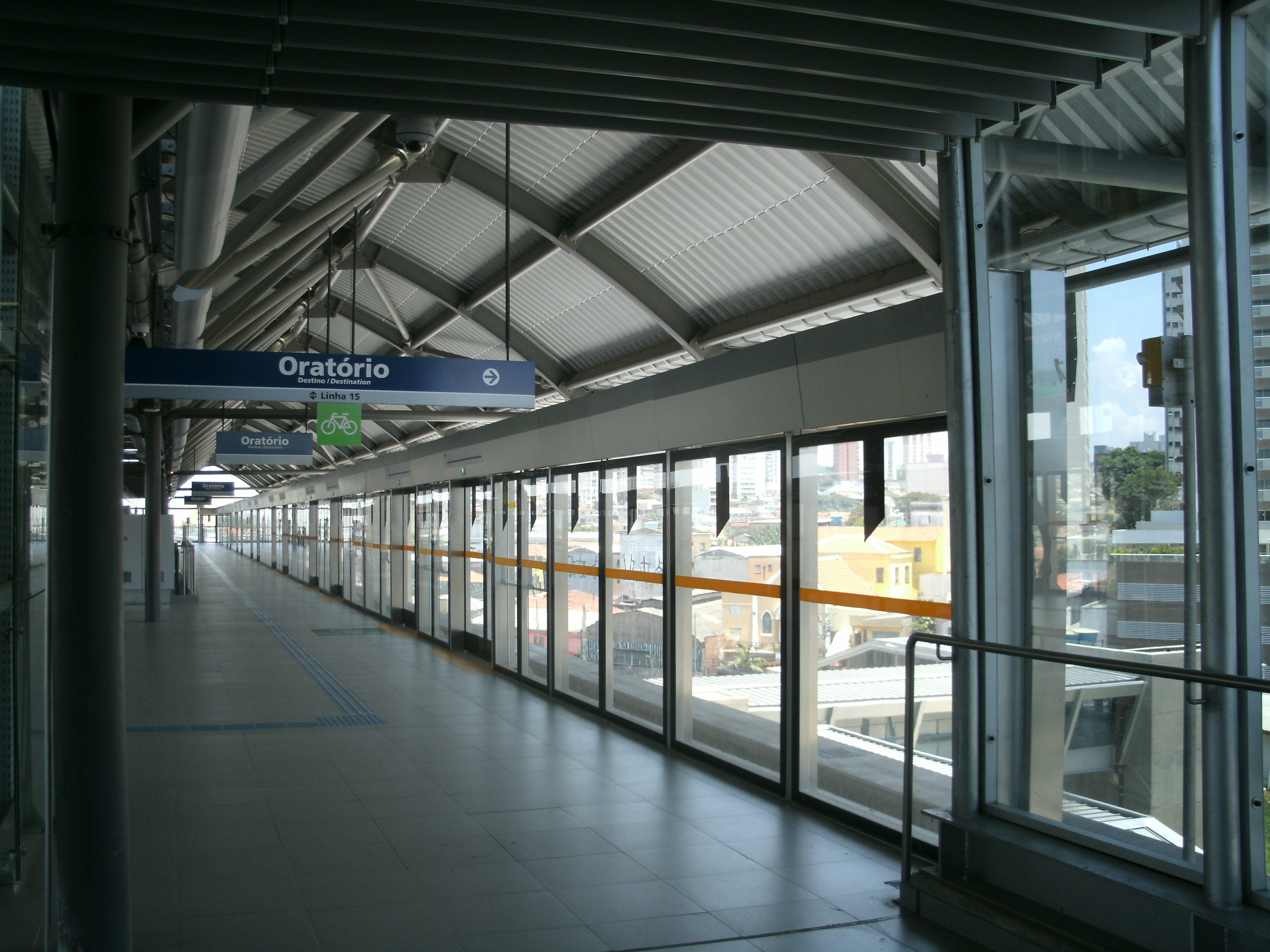
維拉·普魯登特站
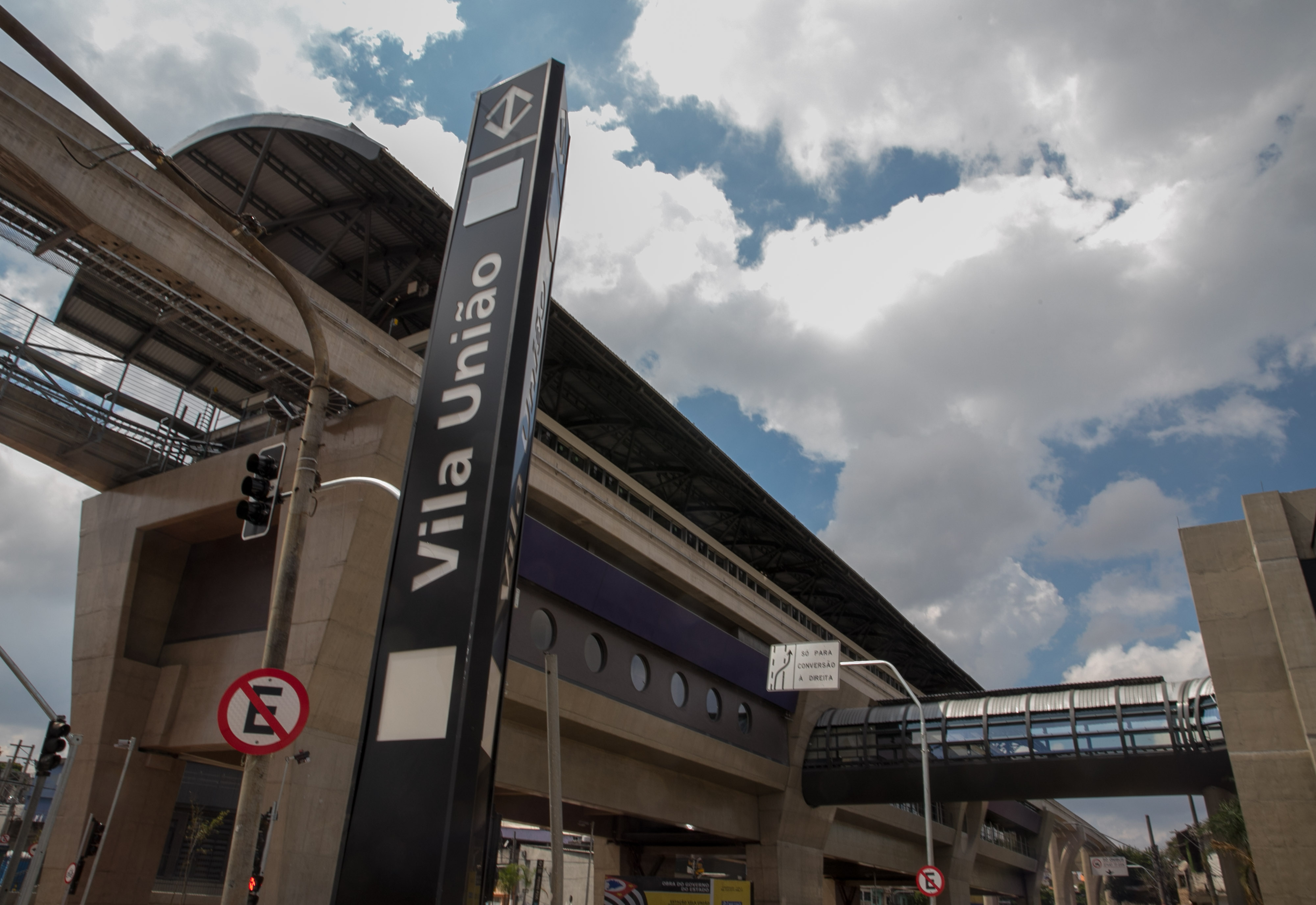
聯合城站